# Timon Barna
Timon Barnabás (Budapest, 1995. január 20. –) magyar színész, szinkronszínész.

## Életpályája
Hat testvére van, ő a legkisebb. Testvérei közül Martina, Benjamin és Dániel szintén foglalkoztak színészettel. Budapesten a  XVIII. kerületi Szent Lőrinc Katolikus Általános Iskolába járt.
A Jóban Rosszban című magyar sorozatban szerepel Bodolai Szabolcsként. Szerepet kapott a Tréfa című magyar filmben Simonként. Játszott a Szigligeti Színházban és a Vígszínházban. A Robin Hood egyik filmváltozatában kaszkadőrködött. Ezen kívül mesékben és sorozatokban szinkronizál. Többek közt ő adja a Phineas és Ferb című amerikai rajzfilmsorozatban Ferb magyar hangját.

## Magánélete
2020 nyarán összeházasodott Tamarával. 2021. júniusában megszületett első közös gyermekük.

## Szerepei

### Színpadi szerepei
- Charles Dickens: Copperfield Dávid (Copperfield Dávid, 2008)
- Lionel Bart: Oliver (Charley, 2007)
- Mark Charlap: Pán Péter (John, 2006)
- Marc Camoletti: Négy meztelen férfi (Jean, 2015)

### Filmszerepei
| Cím                                                   | Műfaj            | Év         | Karakter                 |
| ----------------------------------------------------- | ---------------- | ---------- | ------------------------ |
| Tréfa                                                 | magyar játékfilm | 2009       | Simon                    |
| Jóban Rosszban                                        | sorozat          | 2009- 2022 | Bodolai 'Szabi' Szabolcs |
| A király halála – II. Lajos élete és rejtélyes halála | történelmi dráma | 2015       | II. Lajos                |

### Szinkronszerepei
| Film vagy sorozat cím : alcím                             | Eredeti cím : alcím                                 | Karakter                      | Színész                                            | Megjegyzés                          |
| --------------------------------------------------------- | --------------------------------------------------- | ----------------------------- | -------------------------------------------------- | ----------------------------------- |
| 21 Jump Street – A kopasz osztag                          | 21 Jump Street                                      | Delroy                        | Johnny Pemberton                                   | amerikai akcióvígjáték              |
| Astro Boy                                                 | Astro Boy                                           | Sludge                        | Sterling Beaumon                                   | amerikai-japán animációs film       |
| Being Human – Emberbőrben                                 | Being Human                                         | Stevie Atkins                 | Robert Naylor                                      | kanadai sorozat                     |
| A Búra alatt                                              | Under the Dome                                      | Joe McAlister                 | Colin Ford                                         | amerikai sci-fi                     |
| A célszemély : × Öld meg Carter-t! × Hús és vér           | Person of Interest : × Get Carter × Flesh and Blood | Taylor Carter                 | Kwoade Cross                                       | amerikai krimisorozat               |
| Chowder                                                   | Chowder                                             | Chowder                       | Nicky Jones                                        | amerikai rajzfilm                   |
| Cserecsapat                                               | The Replacements                                    | Todd Bartholomew Daring       | Nancy Cartwright                                   | amerikai rajzfilm                   |
| CSI – Miami helyszínelők : Végsebesség                    | CSI – Miami : Terminal Velocity                     | Scott Ferris / Trent Burton   | Grant Gustin                                       | amerikai krimisorozat               |
| Elvált Gary                                               | Gary Unmarried                                      | Tom Brooks                    | Ryan Malgarini                                     | amerikai sorozat                    |
| Esküdt ellenségek – Különleges ügyosztály : Gyermekrablók | Law & Order – Special Victims Unit : Stolen         | Tyler Blake/ Stephen Talmadge | Ian Cronin                                         | amerikai krimisorozat               |
| Eufória                                                   | Euphoria                                            | Elliot                        | Dominic Fike                                       | amerikai filmsorozat                |
| Feriha                                                    | Adını Feriha Koydum                                 | Mehmet Yilmaz                 | Melih Selcuk                                       | török sorozat                       |
| Fogtündér                                                 | Tooth Fairy                                         | Randy                         | Chase Ellison                                      | amerikai-kanadai vígjáték           |
| Gettómilliomos                                            | Slumdog Millionaire                                 | Salim nagyobb gyerekként      | Ashutosh Lobo                                      | angol-amerikai film                 |
| Glee – Sztárok leszünk!                                   | Glee                                                | Blaine Anderson               | Darren Criss                                       | amerikai sorozat                    |
| Greek – A szövetség                                       | Greek                                               | Dale Kettlewell               | Clark Duke                                         | amerikai sorozat                    |
| Gyilkos ügyek : A fiúk márcsak fiúk                       | Major Crimes : Boys Will Be Boys                    | Lewis Gates                   | Shak Ghacha                                        | amerikai krimisorozat               |
| Gyilkosság                                                | The Killing                                         | Jack Linden                   | Liam James                                         | amerikai-kanadai krimisorozat       |
| Hannah Montana                                            | Hannah Montana                                      | Rico                          | Moises Arias                                       | amerikai sorozat                    |
| V. Henrik                                                 | The King                                            | V. Henrik                     | Timothée Chalamet                                  | angol-magyar dráma                  |
| A hobbit – Az öt sereg csatája                            | The Hobbit – The Battle of the Five Armies          | Bain                          | John Bell                                          | amerikai-új-zélandi kalandfilm      |
| A hobbit – Smaug pusztasága                               | The Hobbit – The Desolation of Smaug                | Bain                          | John Bell                                          | amerikai-új-zélandi kalandfilm      |
| Hogyan ússzunk meg egy gyilkosságot? : Felesége van       | How to Get Away with Murder : He Has a Wife         | Cody Thomas                   | Max Gray Wilbur                                    | amerikai sorozat                    |
| Hősakadémia                                               | My Hero Academia (Boku no hîrô academia)            | Bakugou Katsuki               | Nobuhiko Okamoto (japán) / Clifford Chapin (angol) | japán rajzfilm                      |
| Az ifjú fáraó                                             | Tut                                                 | Nahkt                         | Alistair Toovey                                    | amerikai kalandfilm                 |
| K.C., a tinikém                                           | K.C. Undercover                                     | Brett                         | Ross Butler                                        | amerikai sorozat                    |
| Káosz karácsonyra                                         | Love the Coopers                                    | Bob                           | Larry McKay                                        | amerikai vígjáték                   |
| Káosz karácsonyra                                         | Love the Coopers                                    | Hefti                         | Lev Pakman                                         | amerikai vígjáték                   |
| Kavarás                                                   | Blended                                             | Jake                          | Zak Henri                                          | amerikai vígjáték                   |
| Kim Possible                                              | Kim Possible                                        | Jim és Tim Possible           | Spencer Fox                                        | amerikai rajzfilm                   |
| Kisvárosi gyilkosságok : Halál karácsonykor               | Midsomer Murders : Ghosts of Christmas Past         | Howard Frears                 | Rory Copus (második hang)                          | angol krimisorozat                  |
| Kisvárosi gyilkosságok : Végzetes hiba                    | Midsomer Murders : The Glitch                       | Tom Jeffers                   | James Musgrave (második hang)                      | angol krimisorozat                  |
| Kisvárosi gyilkosságok : Borban az igazság                | Midsomer Murders : A Vintage Murder                 | Ryan Carnarvon                | Tom Rhys Harries                                   | angol krimisorozat                  |
| Laborpatkányok                                            | Lab Rats                                            | Ethan                         | Garrett Backstrom                                  | amerikai sorozat                    |
| Lewis – Az oxfordi nyomozó : Félelmetes szimmetria        | Lewis : Fearful Symmetry                            | Silas Whittaker               | Bronson Webb                                       | angol krimisorozat                  |
| Lovagok háborúja 2. – Harc a trónért                      | Ironclad – Battle for Blood                         | Hubert                        | Tom Rhys Harries                                   | angol akciófilm                     |
| Megint 17                                                 | 17 Again                                            | Ned Gold tinédzserként        | Tyler Steelman                                     | amerikai vígjáték                   |
| A megszegett ígéret                                       | Nedodrzaný slub                                     | Fred Mahler                   | Juraj Sadílek                                      | szlovák-cseh-amerikai filmdráma     |
| Megtört szívek                                            | Paramparça                                          | Ozan                          | Burak Tozkoparan                                   | török sorozat                       |
| Napóleon és Josephine                                     | Napoleon and Josephine: A Love Story                | Eugene de Beauharnais         | Nolan Hemmings                                     | amerikai-francia tévéfilmsorozat    |
| A néma völgy                                              | Valea Mută                                          | Filip                         | Theodor Șoptelea                                   | román krimisorozat                  |
| A nyereg klub (Fenyvesvölgyi kalandok)                    | The Saddle Club                                     |                               |                                                    | ausztrál lovas filmsorozat          |
| Parafalva                                                 | Spooksville                                         | Órás                          | Nick Purcha                                        | amerikai-kanadai kalandfilm-sorozat |
| Parányi varázslat – A család                              | The Good Witch’s Family                             | Wes Maneri                    | Rhys Ward                                          | amerikai tévéfilm                   |
| Phineas és Ferb                                           | Phineas and Ferb                                    | Ferb                          | Thomas Brodie-Sangster                             | amerikai animációs sorozat          |
| Shannara – A jövő krónikája: A választott                 | The Shannara Chronicles: Chosen                     | Wil Ohmsford                  | Austin Butler                                      | amerikai fantasztikus sorozat       |
| Smallville: Osztálytalálkozó                              | Smallville: Reunion                                 | Duncan Allenmeyer             | Bryce Hodgson                                      | amerikai-kanadai sorozat            |
| Smallville: Törés                                         | Smallville: Fracture                                | Alexander Luthor (gyerek)     | Connor Stanhope                                    | amerikai-kanadai sorozat            |
| Smallville: Lejtmenet                                     | Smallville: Descent                                 | Alexander Luthor (gyerek)     | Connor Stanhope                                    | amerikai-kanadai sorozat            |
| Star Wars: A klónok háborúja (2. évad, 4. évad)           | Star Wars: The Clone Wars                           | Boba Fett                     | Daniel Logan                                       | amerikai animációs sorozat          |
| Star Wars: Lázadók                                        | Star Wars Rebels                                    | Derek "Hobbie" Klivian        | Trevor Devall                                      | amerikai animációs sorozat          |
| Szelek szárnyán – Karácsonyi történet                     | A Wind at My Back Christmas                         | Henry ’Dagi’ Bailey           | Tyrone Savage                                      | kanadai családi film                |
| Szilveszter éjjel                                         | New Year’s Eve                                      | Seth                          | Jake T. Austin                                     | amerikai vígjáték                   |
| Szellemekkel suttogó                                      | Ghost Whisperer                                     | Ned Banks                     | Christoph Sanders (első hang)                      | amerikai sorozat                    |
| Táncakadémia                                              | Dance Academy                                       | Christian Reed                | Jordan Rodrigues                                   | ausztrál sorozat                    |
| Téli háború                                               | Oorlogswinter                                       | Michiel                       | Martijn Lakemeier                                  | holland-belga dráma                 |
| Trónok harca                                              | Game of Thrones                                     | Joffrey Baratheon             | Jack Gleeson                                       | amerikai fantasy sorozat            |
| Tűzoltó kutya                                             | Firehouse Dog                                       | Shane Fahey                   | Josh Hutcherson                                    | amerikai-kanadai vígjáték           |
| Az Úr sötét anyagai                                       | His Dark Materials                                  | Pan                           | Kit Connor (csak hang)                             | amerikai fantasy sorozat            |
| Utazás a föld középpontja felé                            | Journey to the Center of the Earth                  | Sean Anderson                 | Josh Hutcherson                                    | amerikai kalandfilm                 |
| Utazás a rejtélyes szigetre                               | Journey 2: The Mysterious Island                    | Sean                          | Josh Hutcherson                                    | amerikai kalandfilm                 |
| Az utolsó király                                          | Birkebeinerne                                       | Egil                          | Torkel Dommersnes Soldal                           | norvég kalandfilm                   |
| Az útvesztő                                               | The Maze Runner                                     | Newt                          | Thomas Brodie-Sangster                             | amerikai disztópikus sci-fi         |
| Az útvesztő – Halálkúra                                   | Maze Runner – The Death Cure                        | Newt                          | Thomas Brodie-Sangster                             | amerikai disztópikus sci-fi         |
| Az útvesztő – Tűzpróba                                    | Maze Runner – The Scorch Trials                     | Newt                          | Thomas Brodie-Sangster                             | amerikai disztópikus sci-fi         |
| Vámpírunk, a gyerekcsősz                                  | My Babysitter’s a Vampire                           | Roryaro                       | Cameron Kennedy                                    | kanadai vígjáték                    |
| A varázsló                                                | The Wizard                                          | Lucas                         | Jackey Vinson                                      | amerikai vígjáték                   |
| Varázslók a Waverly helyről                               | Wizards of Waverly Place                            | Max Russo                     | Jake T. Austin                                     | amerikai sorozat                    |
| Varázslók a Waverly helyből – A film                      | Wizards of Waverly Place – The Movie                | Max Russo                     | Jake T. Austin                                     | amerikai vígjáték                   |
| Végjáték                                                  | Ender’s Game                                        | Bonzo Madrid                  | Moisés Arias                                       | amerikai sc-fi                      |
| Vérmesék                                                  | The Family                                          | Warren Blake                  | John D’Leo                                         | amerikai-francia akcióvígjáték      |
| Bia                                                       | Luan                                                | Andre Lamoglia                |                                                    |                                     |
| Noob csapat                                               | Matt Montero                                        | Lion Bagnis                   |                                                    |                                     |
| League of legends                                         | League of legends                                   | Kennen                        |                                                    | Videojáték                          |